# حسین آذین
حسین آذین (زادهٔ شهریور ۱۳۴۵ – درگذشتهٔ ۱۶ اسفند ١۴٠١) نمایندهٔ دورهٔ نهم مجلس شورای اسلامی و دبیر اول کمیسیون اصل ۹۰ مجلس شورای اسلامی از حوزهٔ انتخابیهٔ رفسنجان و انار در استان کرمان بود.